# Jessica Rivero
Jessica de las Mercedes Rivero Marín (Camagüey, 15 marzo 1995) è una pallavolista spagnola, schiacciatrice della Cuneo Granda.

## Carriera

### Club
Figlia della schermitrice cubana Dianicelis Marín, Jessica Rivero inizia la propria carriera a livello giovanile nel Priego, che lascia nel 2008 in seguito a un contenzioso tra il club e la sua famiglia; approda così all'Indalvoley, dove tuttavia resta solo per un breve periodo, trasferendosi nelle giovanili del JAV Olímpico.
Nella stagione 2009-10 diventa professionista col JAV Olímpico, che la fa esordire nella Superliga Femenina de Voleibol spagnola, pur continuando a giocare parallelamente con la formazione giovanile. Nell'annata 2011-12 passa all'Aguere di San Cristóbal de La Laguna, mentre in quella successiva è al Haro, con cui si aggiudica Supercoppa, Coppa della Regina e campionato.
Nella stagione 2013-14 si accasa al club tedesco del Potsdam, nella 1. Bundesliga, dove resta per due annate, mentre in quella 2015-16 è in Italia con la LJ di Modena, in Serie A1.
Nella stagione 2016-17 veste la maglia del Manisa BB, nella Sultanlar Ligi turca, tuttavia in quella successiva è nuovamente in Italia, questa volta al Mondovì in Serie A2. Nell'annata 2018-19 si accasa al Millenium Brescia, neopromossa in Serie A1.
Per la stagione 2020-21 si trasferisce in Polonia, dove disputa la Liga Siatkówki Kobiet con il Legionovia, mentre nella stagione seguente torna nel massimo campionato italiano, vestendo la maglia della Trentino Rosa. Nella stagione 2022-23 si trasferisce alla Roma Club, in Serie A2, con il quale vince la Coppa Italia di categoria e ottiene la promozione in Serie A1, categoria in cui milita nella stagione successiva con la stessa squadra.
È poi di scena negli Stati Uniti d'America, dove prende parte alla League One Volleyball 2025 con la LOVB Atlanta, per poi ritornare in Italia per la stagione 2025-26 alla Cuneo Granda, in Serie A1.

### Nazionale
A partire dal 2008 ottiene le prime convocazioni nelle nazionali giovanili spagnole e, dal 2010, in quella maggiore.

## Palmarès

### Club
- Campionato spagnolo: 1

2012-13
- Coppa della Regina: 1

2012-13
- Supercoppa spagnola: 1

2012
- Coppa Italia di Serie A2: 1

2022-23